# Метенино
Метенино — посёлок в Петушинском районе Владимирской области России, входит в состав Пекшинского сельского поселения.

## География
Посёлок расположен в 9 км на юг от центра поселения деревни Пекша, в 22 км на восток от райцентра города Петушки.

## История
Посёлок образован до Великой Отечественной войны при разработке Метенинского торфопредприятия, до 1990-х годов в посёлке существовала линия узкоколейной железной дороги до Костерёво. Посёлок входил в состав Болдинского сельсовета Петушинского района, с 2005 года — в составе Пекшинского сельского поселения.

## Население
| 2002 | 2010 | 2021 |
| ---- | ---- | ---- |
| 206  | ↗221 | ↘87  |